# Divci (Valjevo)
Divci (Valjevo) (em cirílico: Дивци) é uma vila da Sérvia localizada no município de Valjevo, pertencente ao distrito de Kolubara. A sua população era de 629 habitantes segundo o censo de 2011.

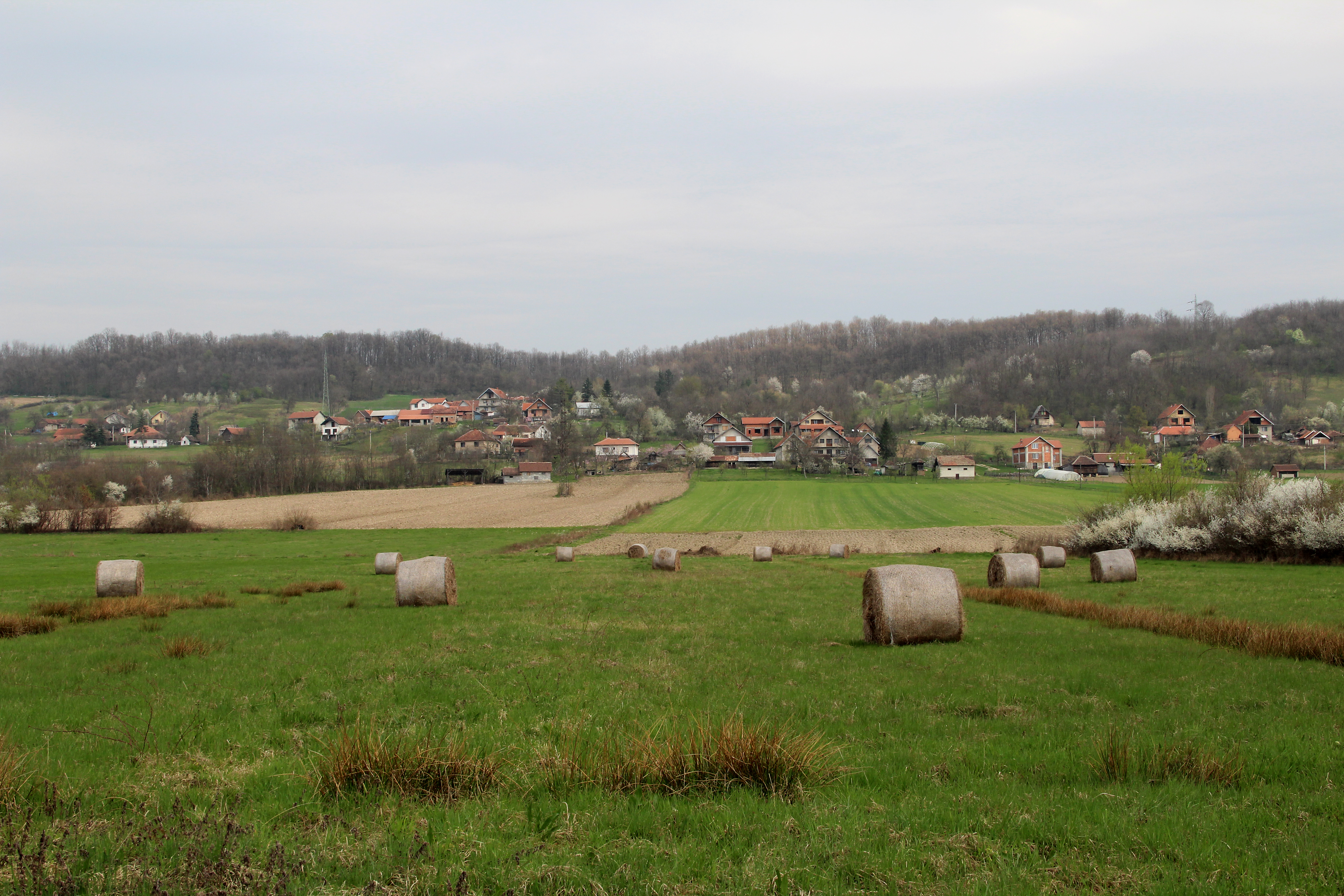
Divci - panorama
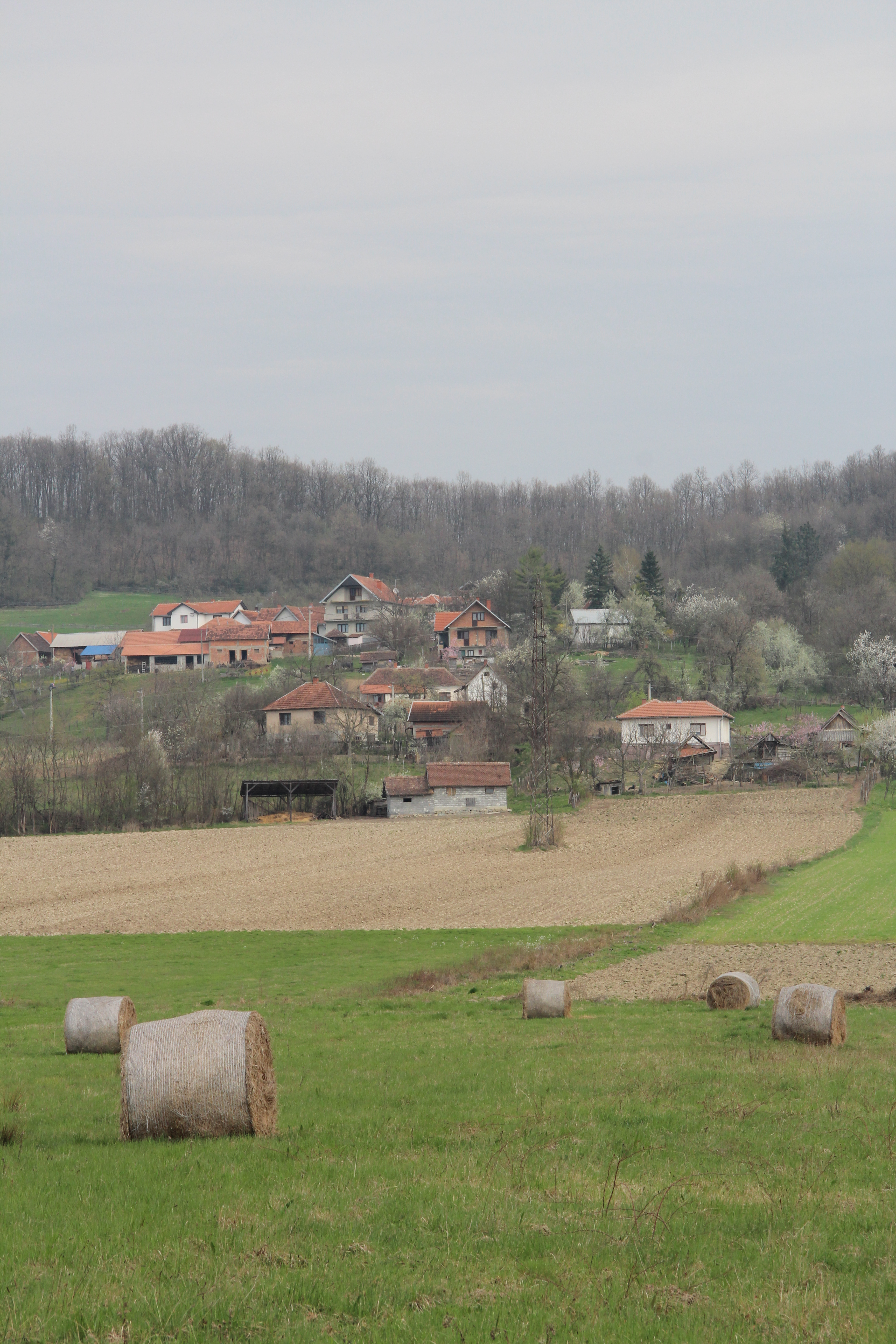
Divci - panorama
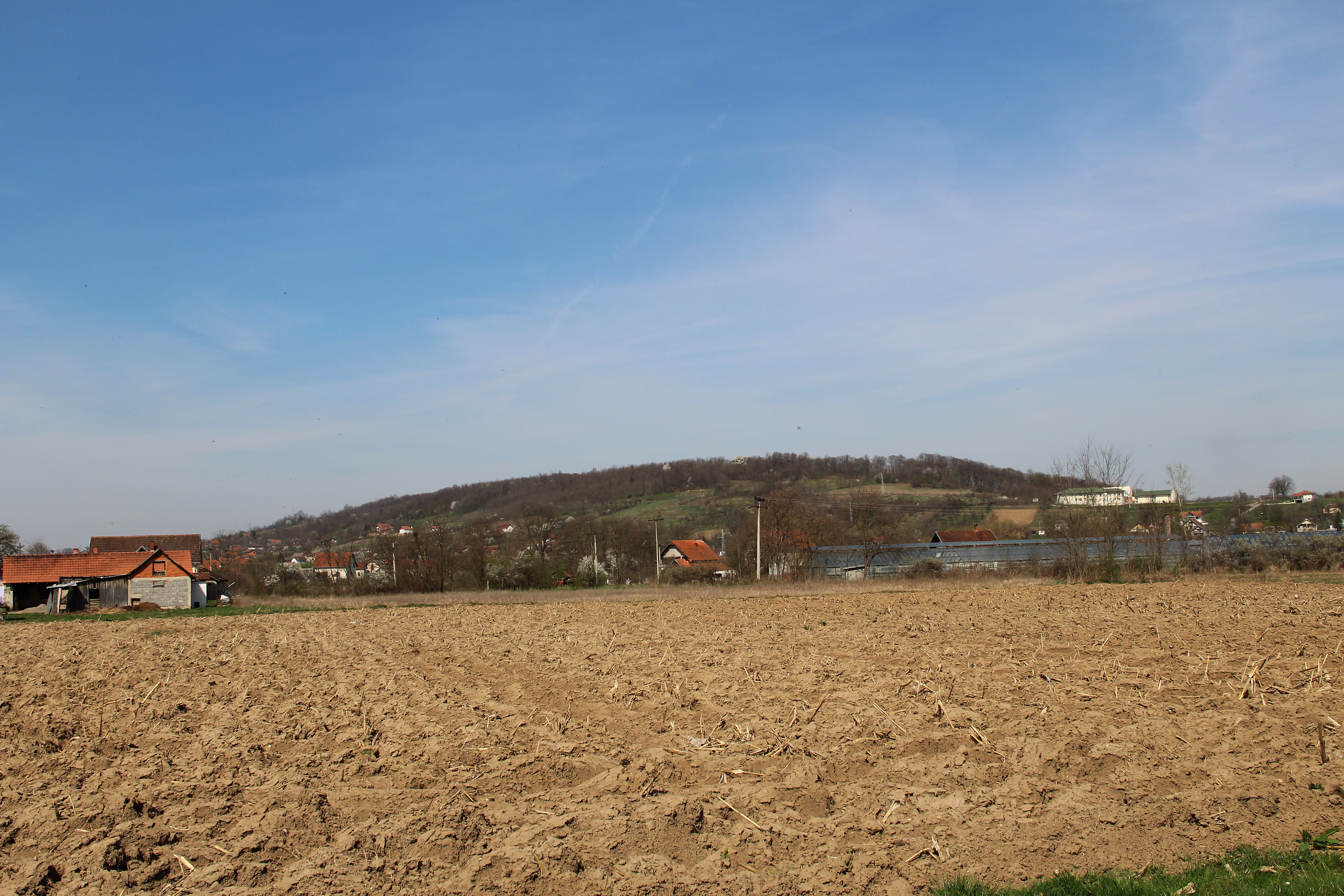
Divci - panorama
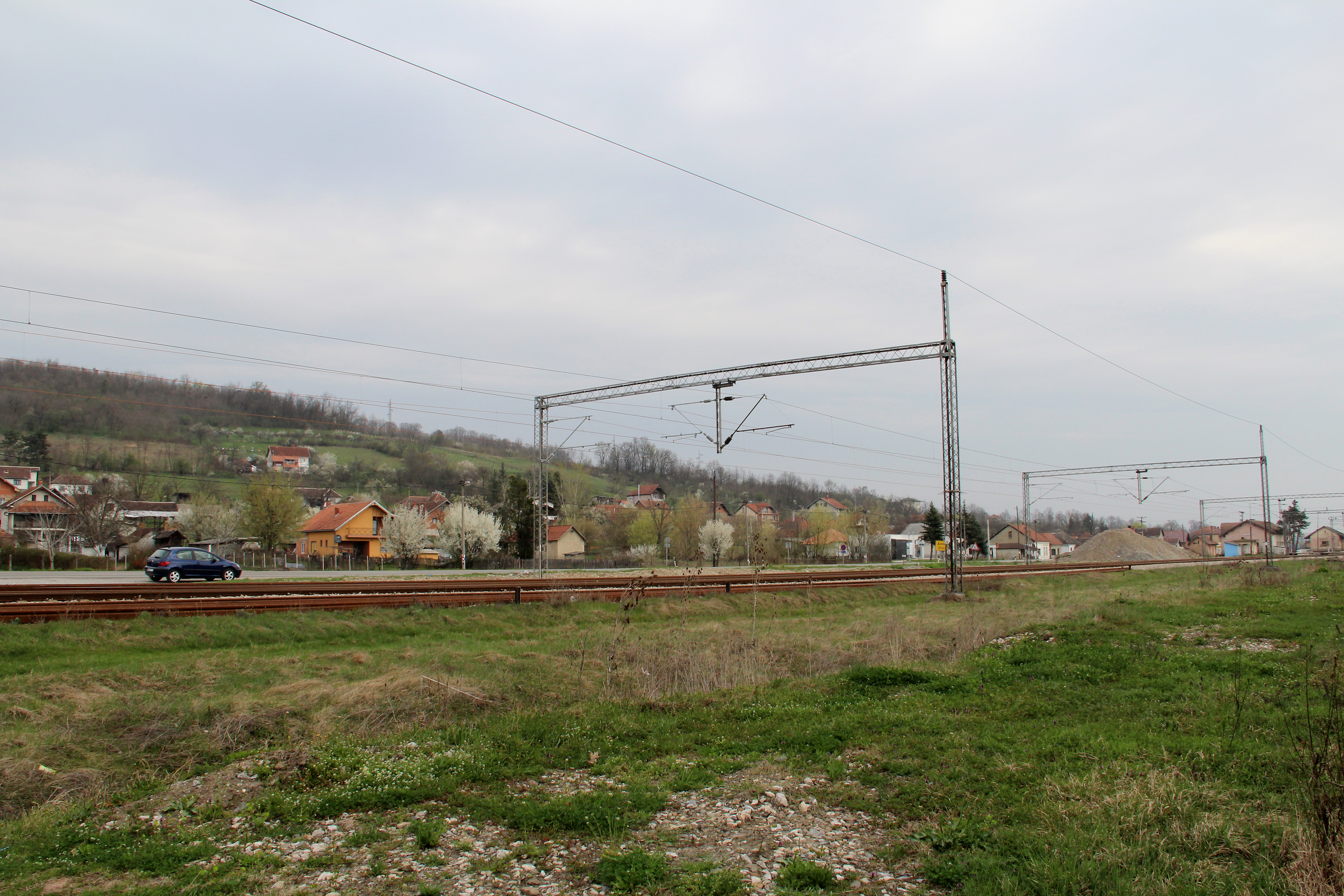
Divci – panorama
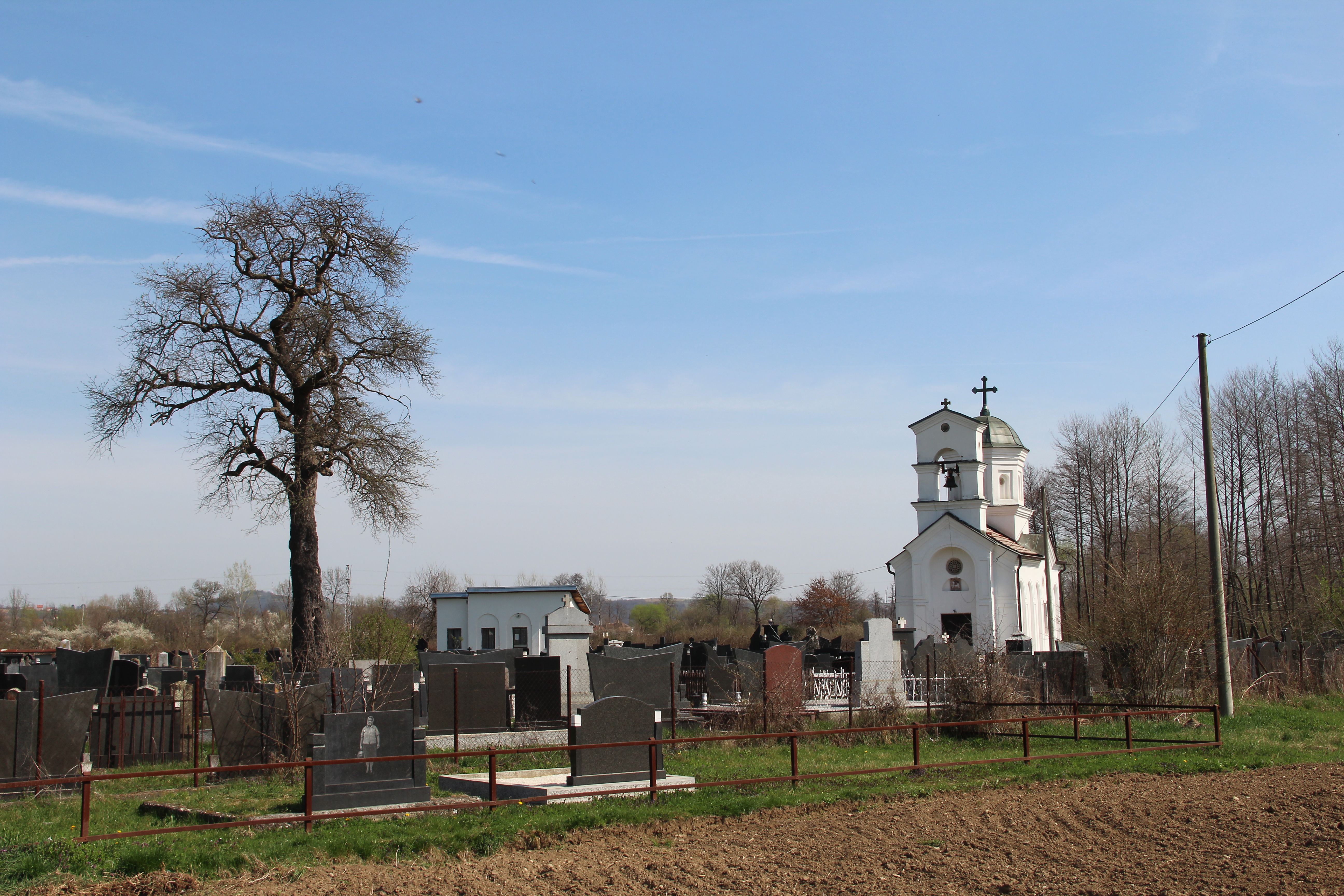
Divci - Igreja e vila cemitério
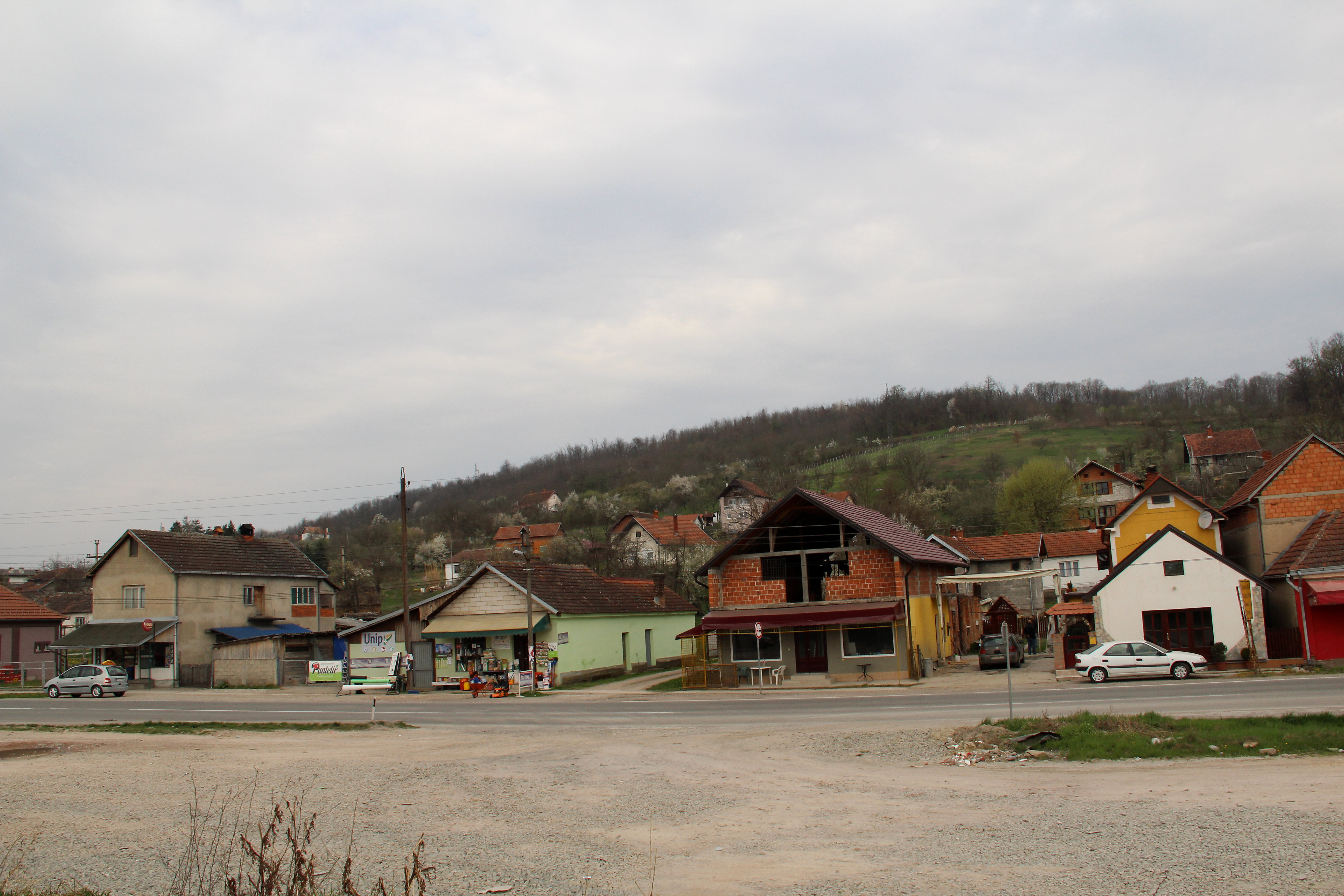
Divci - panorama - centro
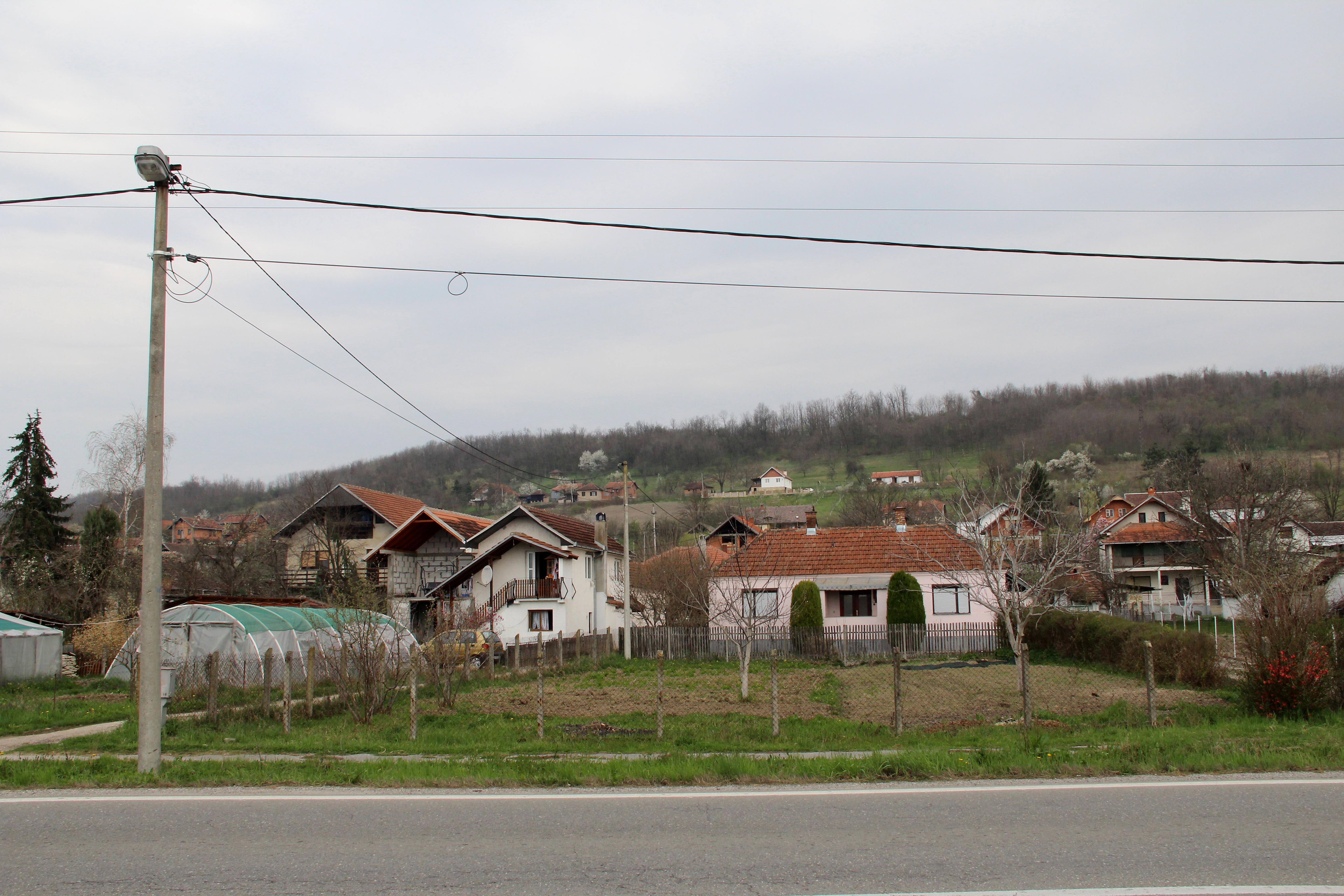
Divci - panorama - centro
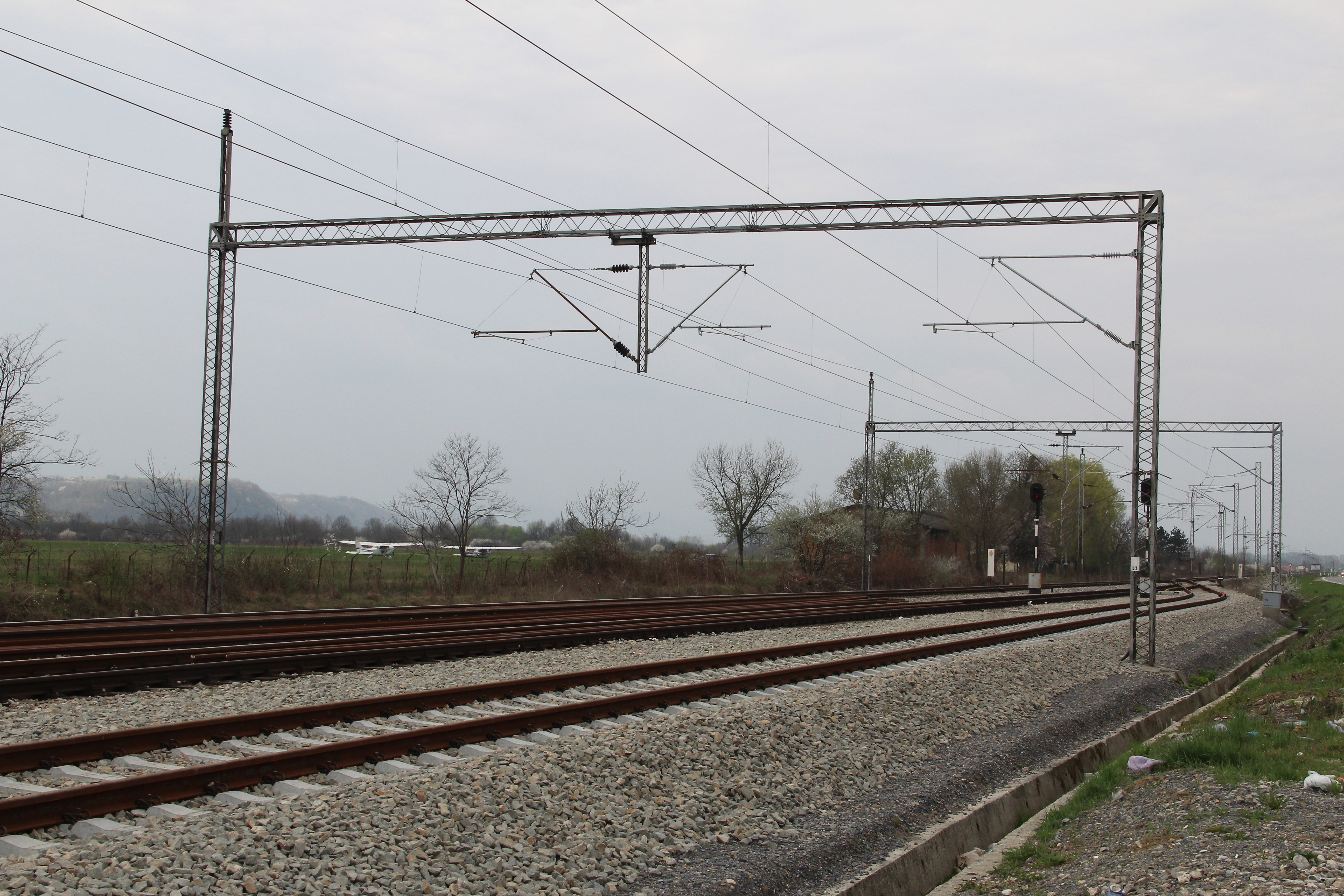
Divci - ferrovia Belgrado - Bar
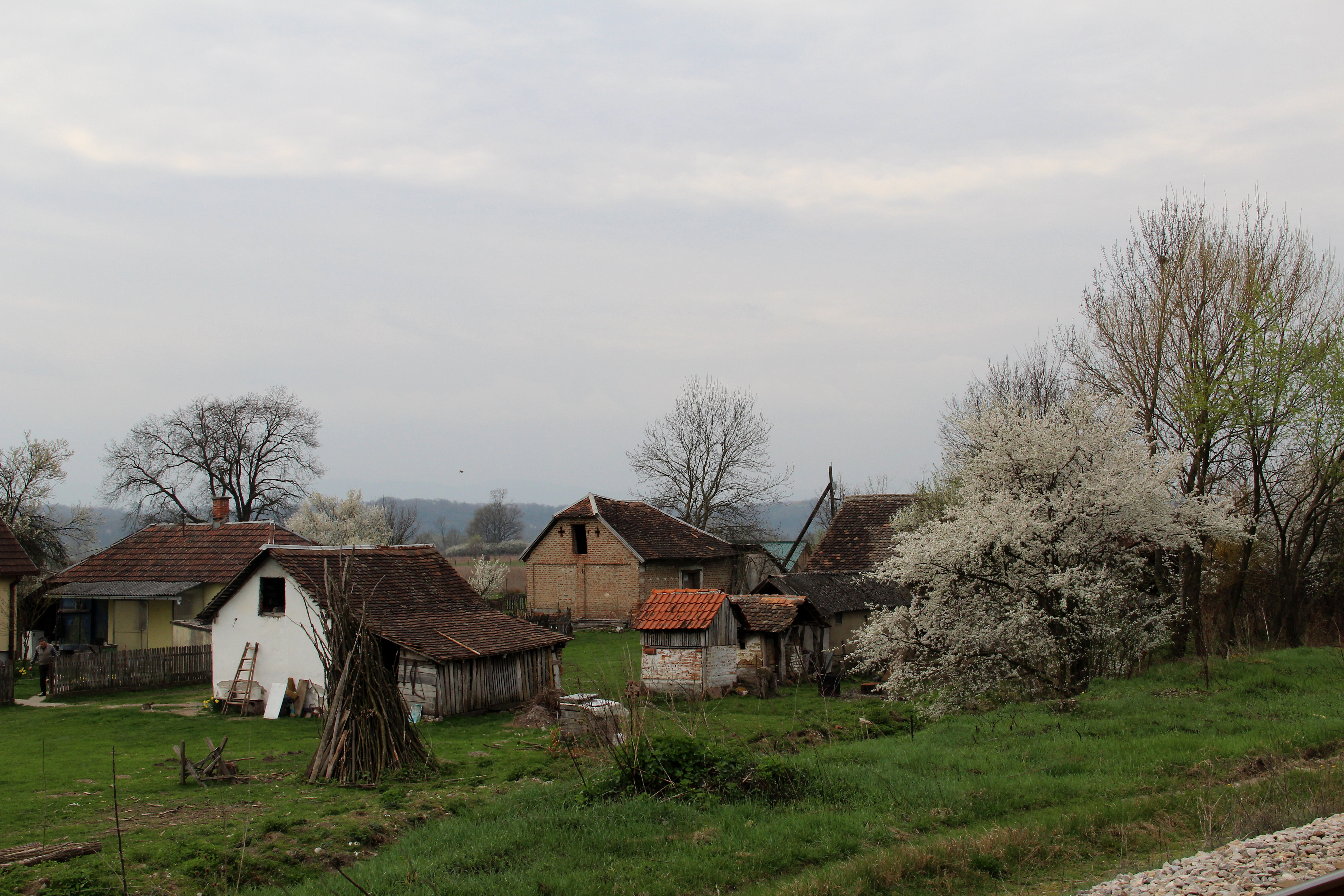
Divci - propriedade rural
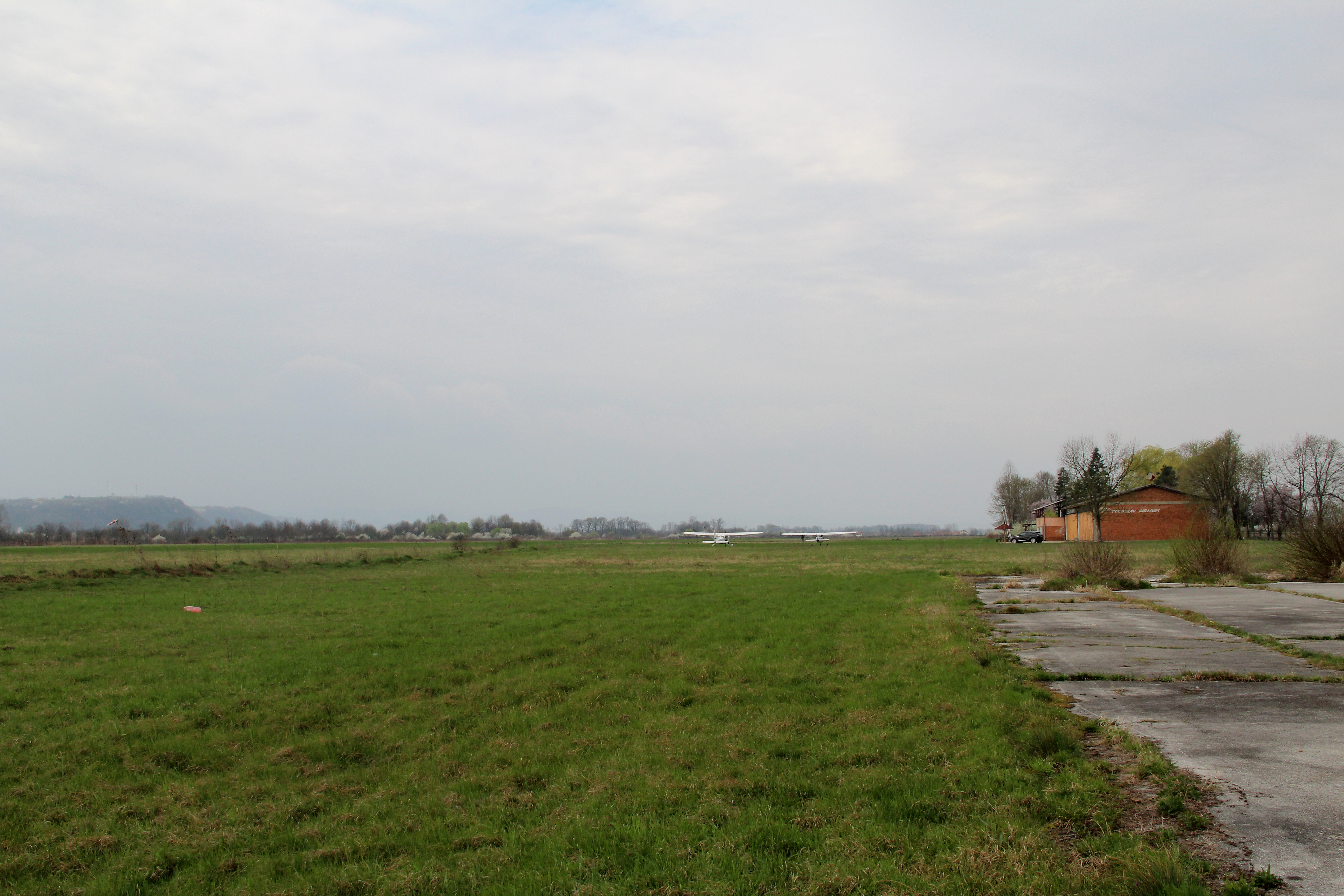
Divci - um aeroporto de esportes
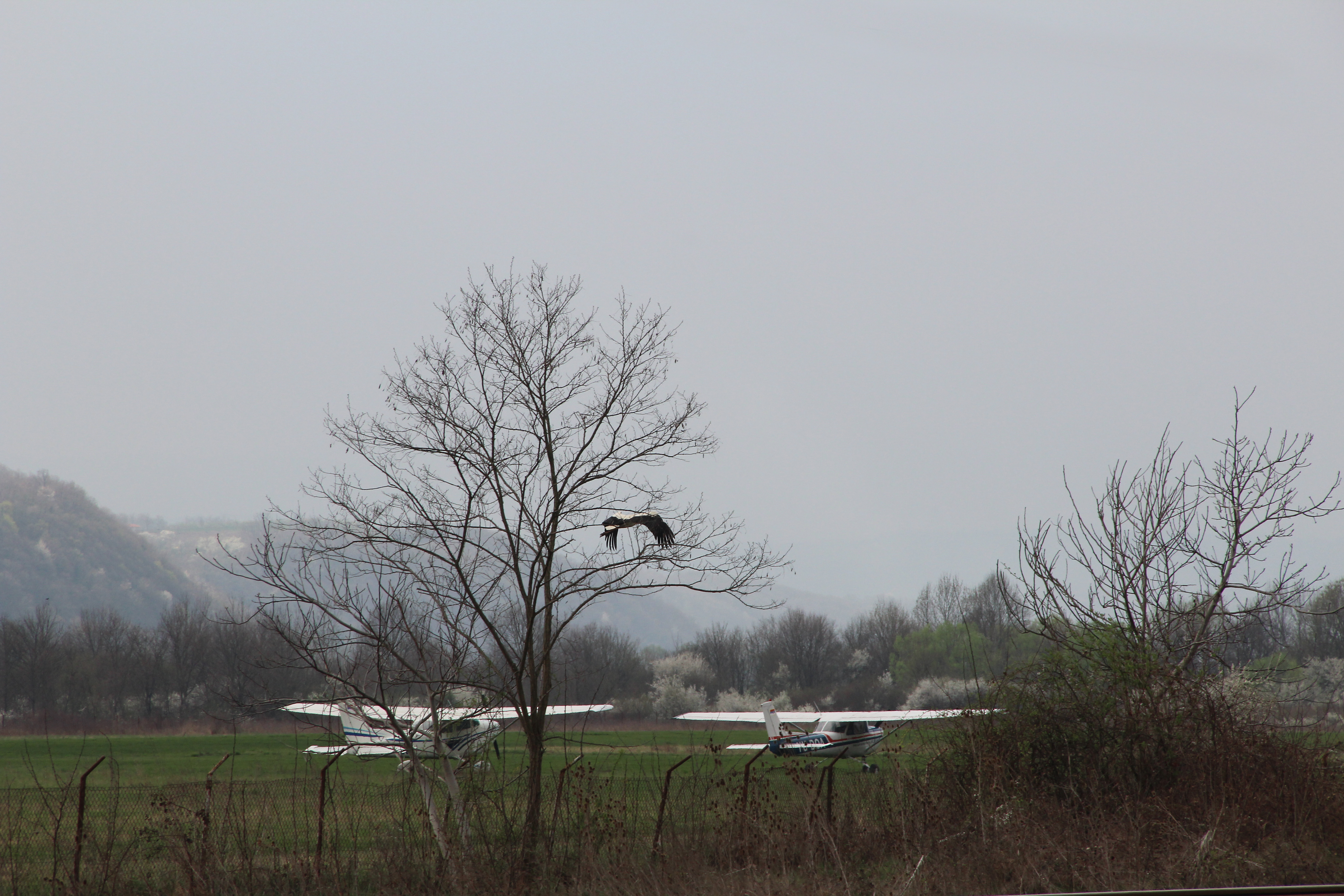
Divci - um aeroporto de esportes
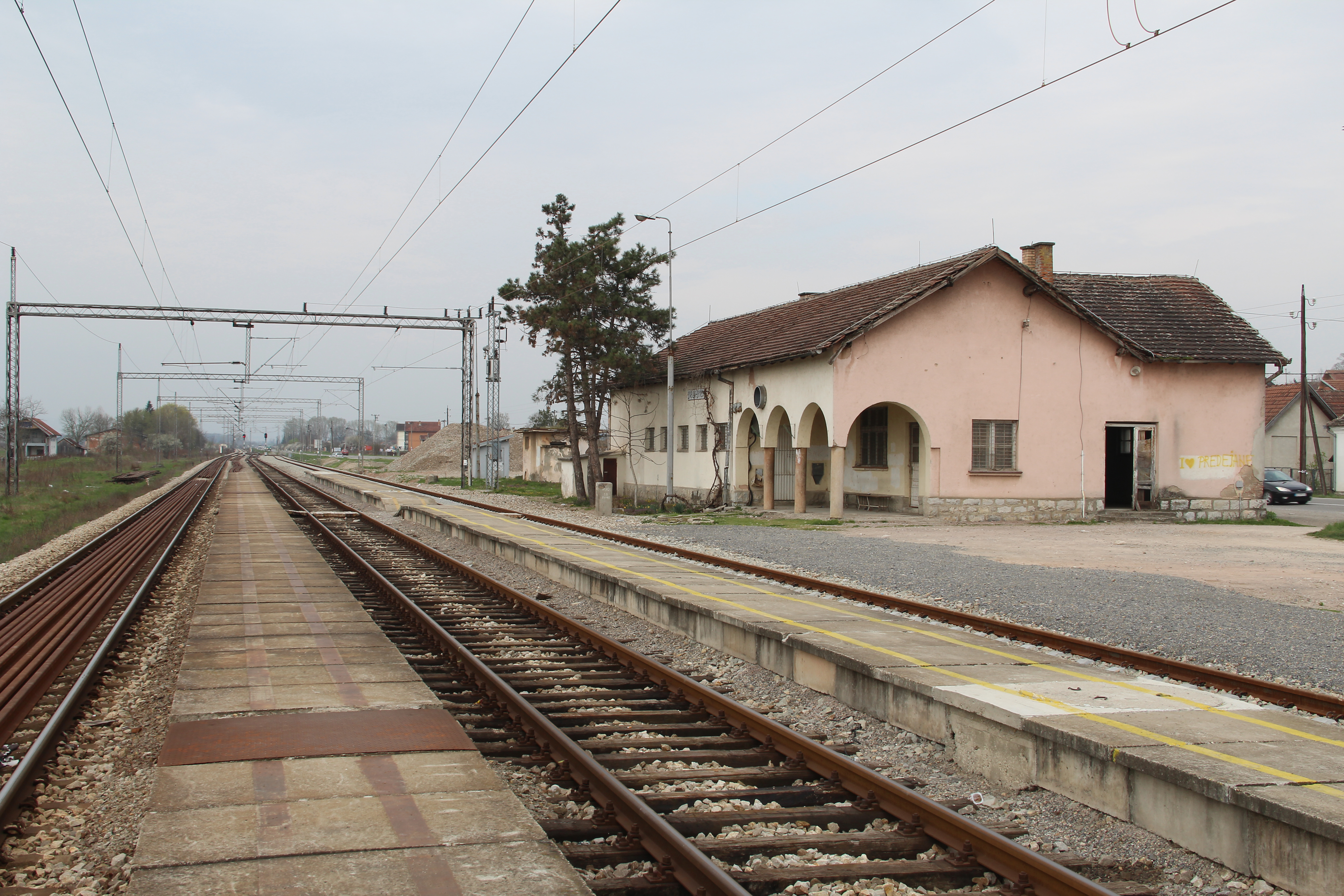
Divci - estação de trem

## Demografia
| 1948 | 1953 | 1961 | 1971 | 1981 | 1991 | 2002 | 2011 |
| ---- | ---- | ---- | ---- | ---- | ---- | ---- | ---- |
| 641  | 702  | 766  | 714  | 793  | 730  | 717  | 629  |